# Utenbach (Apolda)
Utenbach è una frazione della città tedesca di Apolda, in Turingia.

## Storia
Utenbach fu nominata per la prima volta nel 957.

Costituì un comune autonomo fino al 9 aprile 1994.